# Apai Lanka
Apai Lanka, más néven Lanka (románul Lunca Apei) település Romániában, Szatmár megyében.

## Fekvése
Apa mellett fekvő település.

## Története
Apa településhez tartozó falu, mely korábban Apa része volt.
A 20. század elején Szatmár vármegye Szinérváraljai járásához tartozott.
1910-ben 258 lakosából 225 román, 33 magyar volt. Ebből 225 görögkatolikus, 1 római katolikus, 22 református és 10 izraelita volt.
Az 1992-es népszámlálási adatok szerint 24 román lakosa volt, valamennyi görögkeleti ortodox.